# Кречунел
Кречунел (рум. Crăciunel) — село у повіті Харгіта в Румунії. Входить до складу комуни Окланд.
Село розташоване на відстані 200 км на північ від Бухареста, 35 км на південний захід від М'єркуря-Чука, 60 км на північ від Брашова.

## Населення
За даними перепису населення 2002 року у селі проживали 513 осіб, з них 507 осіб (98,8%) угорців. Рідною мовою 510 осіб (99,4%) назвали угорську.